# مالات‌کشین
مالات‌کشین (ترکی آذربایجانی: Malatkeşin) یک منطقهٔ مسکونی در جمهوری آرتساخ است که در استان کاشاتاق واقع شده‌است.